# Ring Eindhoven
De Ring Eindhoven, ook wel de Rondweg genoemd, is een stadsring in de Nederlandse stad Eindhoven. De Ring is linksom 12,1 km, dan wel rechtsom 11,9 km lang.
Het betreft hier niet de Randweg Eindhoven, een snelweg die om de stad heen loopt.

## Route en kenmerken
De ringweg kent een groot aantal verkeerspleinen, waarvan het bekendste de Berenkuil is, en een aantal ongelijkvloerse kruisingen. Van de laatste is Strijps bultje bij Strijp de merkwaardigste: Hier wordt de ringweg over een verbindingsweg tussen de voormalige Philipscomplexen geleid.
De Ring is via de Tilburgseweg, Karel de Grotelaan, Aalsterweg en Leenderweg verbonden met de Randweg, via de Boschdijk met de A2 richting 's-Hertogenbosch, via de Kennedylaan met de A50 richting Nijmegen/Tilburg, via de Eisenhowerlaan met de A270 richting Helmond. Andere grote routes die de Ring kruisen zijn de Montgomerylaan richting het Winkelcentrum Woensel en de Geldropseweg richting Geldrop.
De Ring doorkruist het natuurgebied Genneper Parken en het Eindhovens Kanaal. Verder zijn gevestigd aan de Ring:
- Technische Universiteit Eindhoven
- Máxima Medisch Centrum Eindhoven
- Fontys Hogescholen
- bedrijventerreinen De Kade en De Hurk
- Philips-complex Strijp-S
- het Evoluon
- Historisch Openluchtmuseum Eindhoven

## Geschiedenis

### Totstandkoming
Al voor de annexatie van de dorpen om Eindhoven (Woensel, Tongelre, Stratum, Gestel en Strijp)  in 1920 was de ring bedacht. Het doel van de ring was het onderling verbinden van de dorpen en ruimte bieden aan stadsuitbreiding in zowel de vorm van industrie als woningen. Tevens was de ring bedoeld om doorgaand verkeer om de stad heen te leiden. De ring werd pas voltooid in 1966. In 1973 werd nog een spoorwegviaduct aangebracht over de ring (Insulindelaan), en ook de Fuutlaan werd toen met een viaduct over de Ring geleid. Door voortdurend geldgebrek werd de ring stukje bij beetje aangelegd. Het Rijk wilde niet altijd meebetalen aan deelontwikkelingen, omdat de ring volgens het Rijk een onvoldoende nationale functie had. Door deze langzame totstandkoming bleef veel doorgaand verkeer door het centrum rijden (Keizersgracht, Vestdijk en huidige singels). Hier werd het verkeer gefaciliteerd door de straten te verbreden, waarvoor de grachten zelfs gedempt werden. Hiermee werd voor het doorgaande verkeer de ring als het ware buitenspel gezet. Deze ongelukkige ontwikkeling van de Ring heeft ertoe bijgedragen dat er binnen de Ring nog doorgaand verkeer rijdt dat geen bestemming in het centrum heeft.
De Ring van Eindhoven is niet rond maar druppelvormig. In Strijp maakt de ring een scherpe bocht. In Strijp zijn Philipsfabrieken gebouwd op plaatsen waar de Ring was geprojecteerd. De voormalige gemeente Strijp gaf Philips hier tegen beter weten toestemming voor. Lange tijd na de annexatie bleef het belang van de afzonderlijke voormalige gemeenten prevaleren boven het algemeen belang van de nieuwe grote gemeente.

### Nieuwe Groene Golf
Eind jaren 2000 is er op delen van de Ring een flexibele groene golf aangelegd, onder andere tussen de Berenkuil en de kruising met de Boschdijk. Deze specifieke groene golf loopt buiten de Ring zelfs door via de N270 tot aan de kruising met de Wolvendijk. Via matrixborden krijgen weggebruikers te zien hoe hard zij moeten rijden om bij het volgende verkeerslicht gegarandeerd groen te krijgen. Deze snelheid varieert met sprongen van 5 km/h tussen de 50 km/h en de maximumsnelheid van 70 km/h. Hierdoor is de doorstroming van de Ring op plaatsen sterk verbeterd, wat een bijdrage moet leveren aan het weren van verkeer uit het centrumgebied en van de Van Oldenbarneveltlaan buiten de ring.
In 2019 werd een ongelijkvloerse kruising tussen de Ring en de Veldmaarschalk Montgomerylaan geopend.

## Trivia
- Deze weg wordt lokaal ook wel Rondweg genoemd.
- De ringweg in zijn huidige vorm is pas in 1966 voltooid.
- De maximale doorrijhoogte op de ring bedraagt 4,10 meter. De laagste onderdoorgang bevindt zich in Strijp.
- De maximumsnelheid bedraagt plaatselijk 50 of 70 km/h.
- Er zijn 6 tankstations langs de Ring gevestigd.
- Op de Ring liggen 5 verkeerspleinen (alle met verkeerslichten), één daarvan heeft een onderdoorgang voor doorgaand verkeer op de Ring.
- De Ring heeft als geheel geen formele straatnaam, maar bestaat uit 12 afzonderlijke straten.
- De ringweg van Eindhoven is de enige Nederlandse ringweg die men kan blijven volgen door alsmaar rechtdoor te rijden.

## Foto's

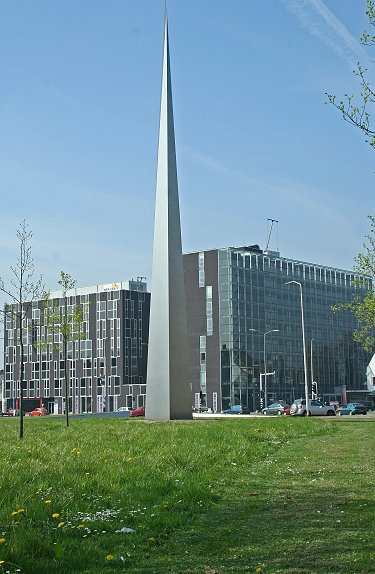
De Ring bij de kruising met de Boschdijk
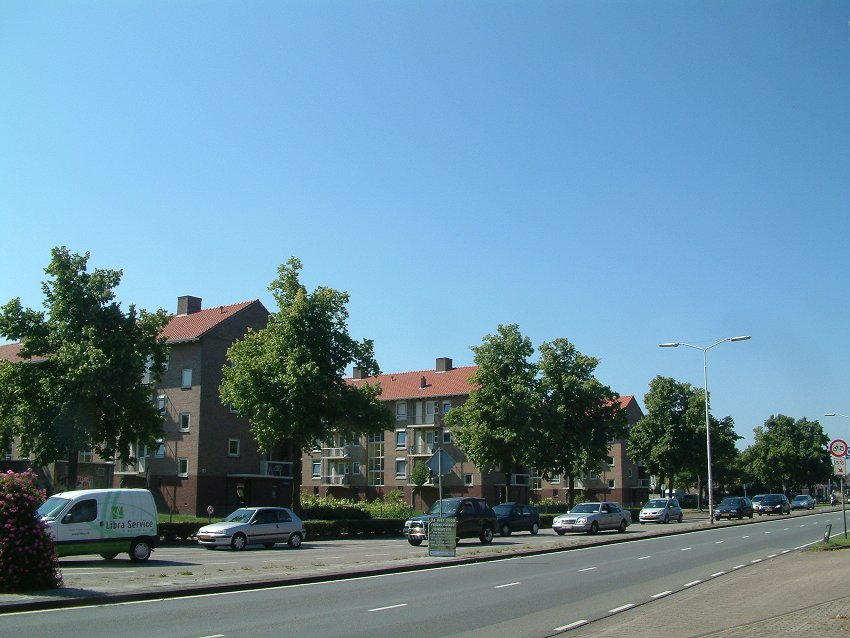
Piuslaan, bij de Heezerweg
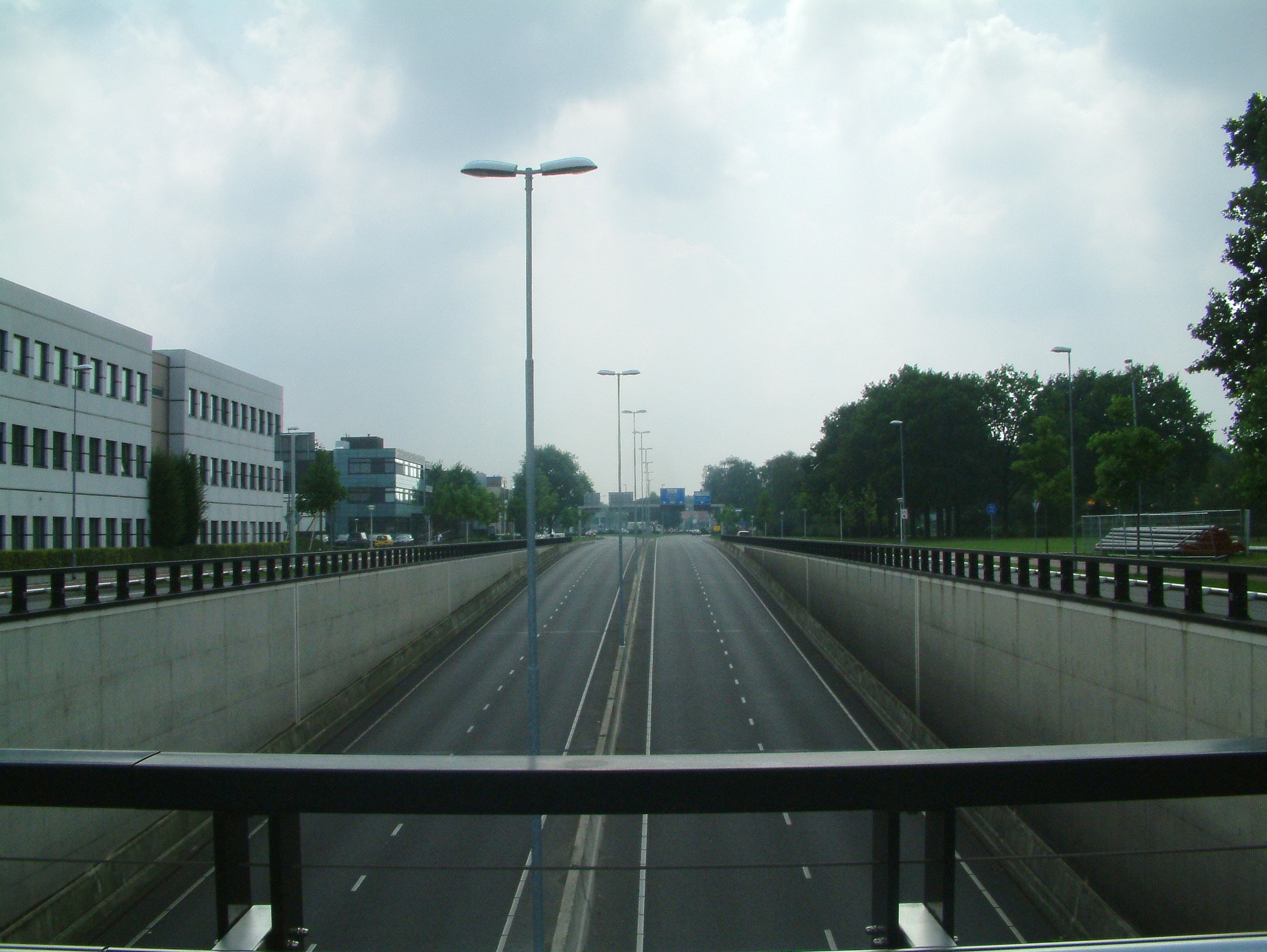
bij de kruising Beukenlaan met de Noord-Brabantlaan